# غوستاف زيوغبيرغ
غوستاف زيوغبيرغ (بالسويدية: Gustav Sjöberg)‏ (مواليد 23 مارس 1913) هو لاعب كرة قدم. يلعب مع منتخب السويد لكرة القدم. سبق له أن لعب في كأس العالم لكرة القدم مع منتخب بلاده.

## روابط خارجية
- غوستاف زيوغبيرغ على موقع الاتحاد الدولي (مؤرشف)  (الإنجليزية)
- غوستاف زيوغبيرغ على موقع اتحاد السويد (السويدية)
- غوستاف زيوغبيرغ على موقع قاعدة بيانات كرة القدم.إي يو (الإنجليزية)
- غوستاف زيوغبيرغ على موقع ناشيونال فوتبول تيمز (الإنجليزية)
- غوستاف زيوغبيرغ على موقع أوليمبيديا (الإنجليزية)